# 2010 TP182
2010 TP182 est un objet transneptunien de la ceinture de Kuiper, de la famille des cubewanos. 

## Caractéristiques
2010 TP182 mesure environ 221 km de diamètre.